# اسکانیتلس (نیویورک)
اسکانیَتلس (به انگلیسی: Skaneateles) یک منطقه مسکونی در ایالات متحده آمریکا است که در شهرستان اونانداگا، نیویورک واقع شده‌است. اسکانیتلس ۱۲۶٫۴۶ کیلومتر مربع مساحت و ۷٬۲۰۹ نفر جمعیت دارد.